# Арджуна – Муара-Каранг
Арджуна – Муара-Каранг – трубопровідна система, за допомогою якої облаштували подачу блакитного палива з офшорних родовищ до індонезійської столиці Джакарти.
У другій половині 1970-х почалась подача газу з офшорних родовищ Арджуна та Парігі  до Західнояванського газопроводу, який проходив південніше від Джакарти та передусім подав блакитне паливо для кількох промислових підприємств (металургія, азотна хімія, цементна промисловість). Дещо пізніше вирішили використати газ для виробництва електроенергії, для чого, зокрема, в 1993 році ввели в дію новий офшорний газопровід до майданчику ТЕС Муара-Каранг, розташованого у північній частині Джакарти. Трубопровід, який має довжину біля 100 км, бере початок на центральній процесинговій платформі родовища Арджуна і проходить через платформи Lima (згадане на початку статті родовище Парігі), Mike-Mike та Papa.
Ресурс для газопроводу постачають численні родовища ділянки Offshore North West Java, яку наразі розробляє компанія Pertamina Hulu Energy ONWJ Ltd. Станом на середину 2010-х розташовані в Джакарті ТЕС Муара-Каранг та ТЕС Танджунг-Пріок отримували звідси еквівалент 3,4 – 4,0 млн м3 на добу. Втім, на тлі зростання попиту у першій половині 2010-х до Муара-Каранг також подали ресурс через плавучий регазифікаційний термінал Nusantara Regas Satu.